# می ویتمن
مِی مارگارت ویتمن (به انگلیسی: Mae Margaret Whitman) (زادهٔ ۹ ژوئن ۱۹۸۸ در لس آنجلس)، هنرپیشه، صداپیشه و خواننده آمریکایی است. او با بازی در نقش دختر رئیس‌جمهور در روز استقلال (۱۹۹۶) پا به دنیای سینما گذاشت و پس از آن به تلویزیون رفت و در پرورش شکست‌خورده، شب‌ها در رودانته، مرد نان‌زنجبیلی، امید شناور، وقتی که مردی زنی را دوست دارد، بری ماندی و مزایای گوشه‌گیر بودن درخشید و بالاخره در داف نقش اول شد.
او همچنین در فیلم‌های عجایب طبیعت، لولوخورخوره ۲، راپسودی آمریکایی، چیپس و همچنین در سریال جنایی دختران خوب بازی کرده‌است.

## زندگی‌نامه
ویتمن در ۹ ژوئن ۱۹۸۸ در لس آنجلس کالیفرنیا زاده شد. او تنها فرزند پت میوزیک، صداپیشه است. پدرش جف ویتمن، طراح صحنه و دکور است. او در یک مدرسه خصوصی در لس آنجلس درس خوانده‌است.